# Ga Hwagye
Ga Hwagye (Tiếng Hàn: 화계역, Hanja: 華溪驛) là ga trên Tuyến Ui-Sinseol nằm ở Suyu-dong, Gangbuk-gu, Seoul. Nó được khai trương vào ngày 2 tháng 9 năm 2017.

## Lịch sử
- 2 tháng 3 năm 2017: Tên ga được quyết định là Ga Hwagye [4]
- 2 tháng 9 năm 2017: Bắt đầu hoạt động với việc khai trương Tuyến Ui-Sinseol

## Bố trí ga
| Gaori ↑   |
| \| N/B    |
| ↓ Samyang |

| Hướng Bắc | ● Tuyến Ui-Sinseol | ← Hướng đi Gaori · Nghĩa trang Quốc gia 19 tháng 4 · Công viên Solbat · Bukhansan Ui |
| Hướng Nam | ● Tuyến Ui-Sinseol | → Hướng đi Samyang · Solsaem · Đại học Nữ sinh Sungshin · Sinseol-dong →             |

## Xung quanh nhà ga
- Trường đại học thần học Hanshin
- Đền Hwagyesa
- Trường trung học cơ sở Hwagye
- Trường trung học cơ sở Suyu
- Trường tiểu học Seoul Yuhyeon
- Trường Seoul Jeongin
- Trường trung học nữ sinh Hyehwa